# 月庵紹清
月庵紹清（げつあん しょうせい）は、南北朝時代の臨済宗の僧。

## 経歴・人物
京都長福寺の月林道皎の室に入り、その法を嗣いだ。